# Maspalomas Challenger 2023
Il Maspalomas Challenger 2023, noto come Eó Hotels Maspalomas Challenger per motivi di sponsorizzazione, è stato un torneo maschile di tennis professionistico giocato sulla terra rossa. È stata la 2ª edizione del torneo e faceva parte della categoria Challenger 75 nell'ambito dell'ATP Challenger Tour 2023. Si è giocato al Club Conde Jackson Tennis di Maspalomas, in Spagna, dal 27 novembre al 3 dicembre 2023.

## Partecipanti

### Teste di serie
| Nazionalità | Giocatore          | Ranking* | Testa di serie |
| ----------- | ------------------ | -------- | -------------- |
| Spagna      | Pedro Martínez     | 114      | 1              |
| India       | Sumit Nagal        | 141      | 2              |
| Austria     | Filip Misolic      | 158      | 3              |
|             | Ivan Gakhov        | 172      | 4              |
| Spagna      | Oriol Roca Batalla | 189      | 5              |
| Italia      | Raul Brancaccio    | 195      | 6              |
| Spagna      | Daniel Rincón      | 196      | 7              |
| Germania    | Rudolf Molleker    | 198      | 8              |

* Ranking al 20 novembre 2023.

### Altri partecipanti
I seguenti giocatori hanno ricevuto una wild card per il tabellone principale:
- Nicolás Álvarez Varona
- Alberto Barroso Campos
- Carlos Sánchez Jover

Il seguente giocatore è entrato in tabellone con il ranking protetto:
- Carlos López Montagud

I seguenti giocatori sono passati dalle qualificazioni:
- Javier Barranco Cosano
- Jonáš Forejtek
- Vilius Gaubas
- Svyatoslav Gulin
- Imanol López Morillo
- Kilian Feldbausch

## Punti e montepremi
| Torneo    | Torneo              | V     | F     | SF    | QF    | 2T    | 1T  | Q | Q2  | Q1  |
| Singolare | Punti               | 75    | 50    | 30    | 16    | 7     | 0   | 4 | 2   | 0   |
| Singolare | Premi in denaro (€) | 9,880 | 5,820 | 3,450 | 2,000 | 1,165 | 720 | – | 360 | 185 |
| Doppio    | Punti               | 75    | 50    | 30    | 16    | –     | 0   | – | –   | –   |
| Doppio    | Premi in denaro (€) | 4,250 | 2,450 | 1,480 | 880   | –     | 500 | – | –   | –   |

## Campioni

### Singolare
Pedro Martínez ha sconfitto in finale  Kilian Feldbausch con il punteggio di 6–4, 4–6, 6–3.

### Doppio
Scott Duncan /  Marcus Willis hanno sconfitto in finale  Théo Arribagé /  Sadio Doumbia con il punteggio di 7–6(5), 6–4.